# ژنتیک رنگ مرغ عشق

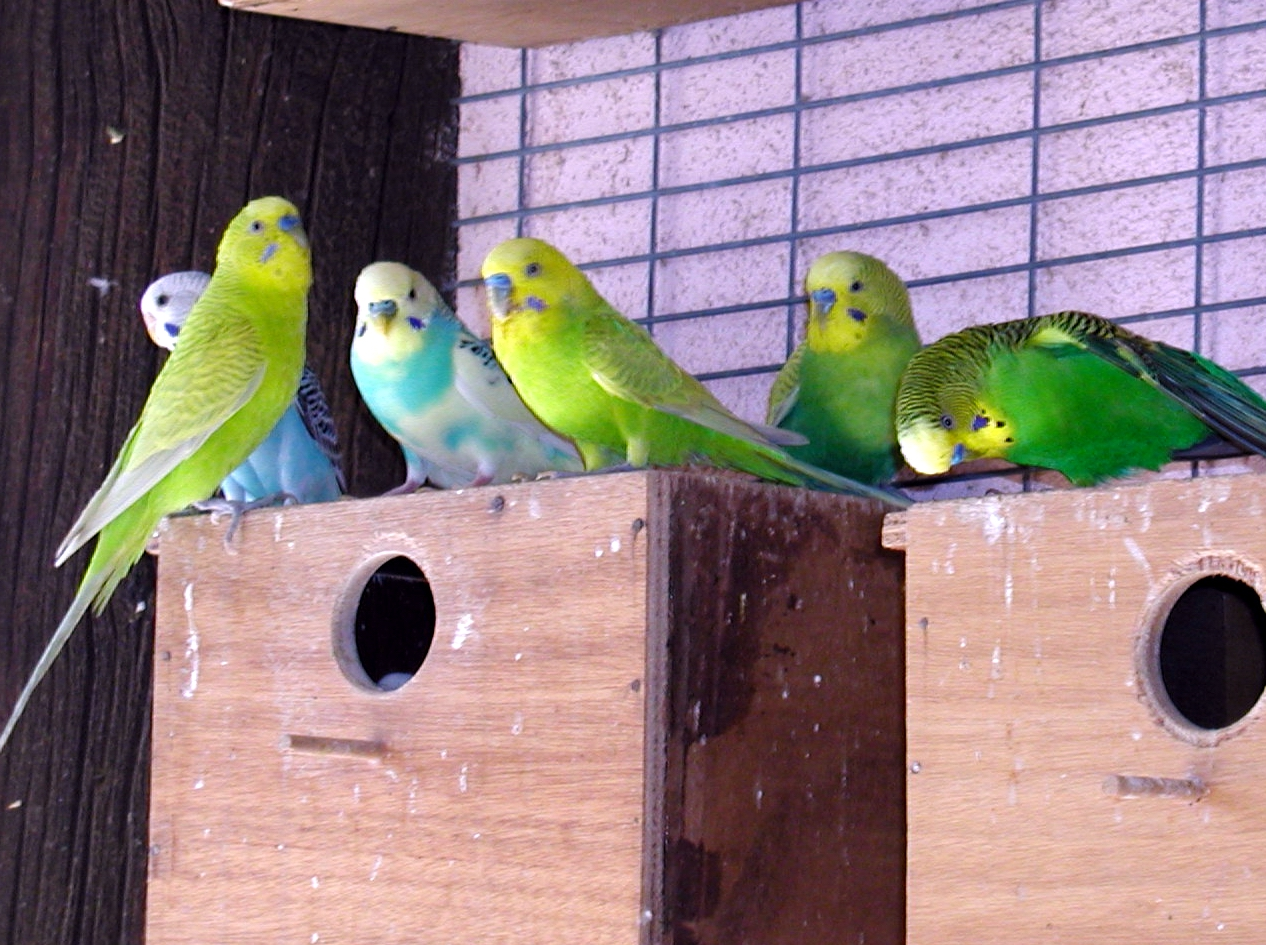
مرغ عشق در نگو، اسرائیل

علم ژنتیک رنگ مرغ عشق به وراثت جهش‌هایی می‌پردازد که سبب تنوع رنگی در پرهای گونه‌ای با نام علمی مرغ عشق (Melopsittacus undulatus) می‌شود. پرندگان این گونه معمولاً با عبارت "budgerigar" یا به‌طور غیررسمی تنها "budgie" شناخته می‌شوند.
تنوع رنگی زیاد مرغ عشق‌ها مانند زالی، آبی، دارچینی، بال‌های شفاف، فالوهای گوناگون، خاکستری، سبزخاکستری، بالخاکستری، لوتینو، ارغوانی، زیتونی، اوپالین، چهل‌خال، پرشده و بنفش نتیجه جهش‌هایی هستند که در درون ژن رخ داده‌اند. ژن‌ها در واقع حداقل سی‌ودو جهش اولیه شناخته‌شده در میان طوطی‌ها وجود دارد. اینها می‌توانند با هم ترکیب شوند و صدها جهش ثانویه و انواع رنگی را تشکیل دهند که ممکن است پایدار باشند یا نباشند.

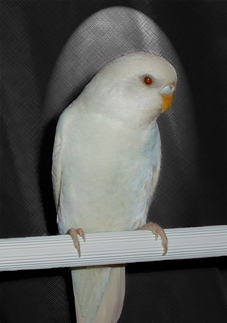
به خاطر زالی این مرغ عشق تقریباً هیچ رنگ یوملانین ندارد. این، همراه با جهش آبی که رنگ زرد را حذف می‌کند، رنگ سفید تقریباً خالص و نوک پرتقالی، پاهای صورتی/ پوست، ناخن انگشت‌های صاف (صورتی) نوک‌سفید و چشم‌های قرمز تولید می‌کند.

### گروه‌های پایه
هر یک از سی و دو جهش آغازین وابسته به یکی از چهار گروه اصلی جهش‌های دسته‌بندی‌شده در ژنتیک گونه‌های طوطی است:
- زالی: که در آن یوملانین به‌طور جزئی یا کامل در همهٔ بافت‌ها و ساختارهای بدن کاهش می‌یابد.
- رقیق‌شدن: جایی که یوملانین تا حدی در پردار شدن کاهش می‌یابد.
- سفیدگرایی: جایی که یوملانین به‌طور کامل از پردارشدن کامل یا موضعی کاهش می‌یابد.
- سیاه‌گرایی: جایی که یوملانین در پردار شدن افزایش می‌یابد.